# São Francisco do Piauí
São Francisco do Piauí este un oraș în Piauí (PI), Brazilia.